# Agía Triáda (Imathie)
Agía Triáda (grec moderne : Αγία Τριάδα) est une localité située dans le dème d'Alexándria, dans le district régional d'Imathie, dans la periphérie de Macédoine-Centrale, en Grèce.
Selon le recensement de 2011, elle compte 279 habitants.